# Міноносці класу «Гусар»
Міноносці класу «Гусар» належали до Цісарсько-королівського військового флоту Австро-Угорщини.
Протягом 1905—1911 років було збудовано загалом 12 міноносців класу «Гусар». Сім з них заклали на верфі Danubius у Рієці («Csikós» (Чікош (Табунник)), «Dinara» (Дінара), «Pandúr» (Пандур), «Réka» (Река — угорське жіноче ім'я), «Streiter» (Штрайтер (Воїн)), «Turul» (Турул), «Velebit» (Велебіт), чотири на верфі Stabilimento Tecnico у Трієсті («Scharfschütze» (Снайпер), «Ulan» (Улан), «Uskoke» (Ускокі), и «Wildfang» (Вільдфанг)), один у Морському арсеналі Пули («Huszár» (Гусар)). Назви міноносців походили від назв гірських вершин Хорватії чи родів військ.

## Історія

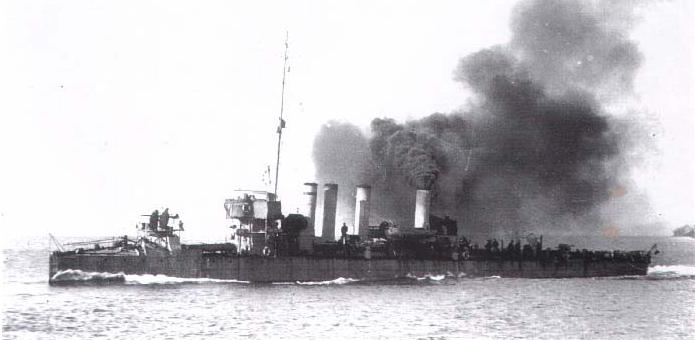
«Warasdiner». 1914

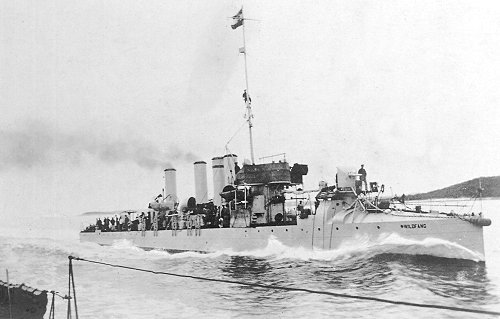
«Вільдфанг»

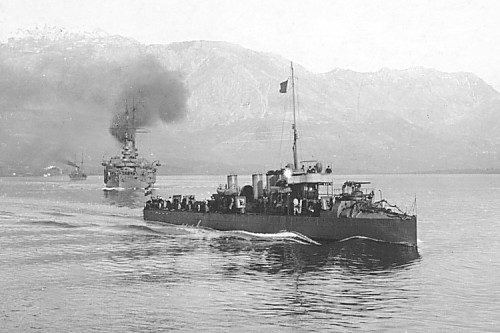
«Улан»

Потужні модерні вертикальні парові машини потрійного розширення дозволяли міноносцям розвивати швидкість до 28 вузлів. При модернізації 1910 47 мм гармати замінили 66 мм.
Однотипний міноносець «Warasdiner» був виготовлений 1912 на замовлення Китаю. Він був озброєний гарматами британської фірми «Elswick», торпедними апаратами фірми «Whitehead» та розвинув швидкість 30,65 вузлів завдяки потужнішому двигуну. Через революцію у Китаї він не був викуплений. У серпні 1914 про нього згадали і купили для флоту за 1,292 млн крон. Міноносець перевели з Трієсту до Пули, де до 28 серпня переозброїли гарматами фірми «Шкода» і ввели до флоту.
Під час війни міноносці виконували численні операції по розвідці, постановці мін, конвоюванню транспортів, рятуванні моряків з потоплених кораблів. Вони брали участь у перестрілках з ворожими кораблями, переслідуванні підводних човнів, обстрілі італійського узбережжя. В час війни затонули міноносці «Вільдфанг» (4 червня 1917 підірвався на міні), «Штрайтер» (14 квітня 1918 зіткнувся з транспортом «Петка».
Після війни міноносці «Пандур» та «Река» передали Франції, «Улан» Греції, решту Італії. Міноносці продали на металобрухт у 1920—1921 роках. Лише «Улан» перейменували на «Смірну» і використовували до 1928 року.